# Джефф Вокер (керлінгіст)
Джефф Вокер (28 листопада 1985 , Біверлодж, Альберта ) — канадський керлінгіст, бронзовий призер Олімпійських ігор 2022 року, призер чемпіонатів світу.